# Поспелов, Константин Сергеевич
Константин Сергеевич Поспелов — советский авиаконструктор и управленец, Герой Социалистического Труда.

## Биография
Родился в 1913 году в Казани. Член КПСС. В 1963 году окончил Казанский авиационный институт
С 1937 года — на хозяйственной, общественной и политической работе. В 1937—1982 гг. — конструктор, руководитель серийного конструкторского отдела на Казанском авиационном заводе под руководством авиаконструктора В. М. Мясищева, главный инженер завода № 84 имени В. П. Чкалова, директор завода № 84/Ташкентского авиационного завода имени В. П. Чкалова СНХ Среднеазиатского экономического района/Министерства авиационной промышленности СССР, директор Научно-исследовательского института стандартизации и унификации (НИИСУ) Минавиапрома СССР.
Указом Президиума Верховного Совета СССР от 22 июля 1966 года присвоено звание Героя Социалистического Труда с вручением ордена Ленина и золотой медали «Серп и Молот».
Избирался депутатом Верховного Совета Узбекской ССР 4-го, 5-го, 6-го , 7-го созывов.
Умер в Москве в 1996 году.